# Starks Pflaumenbock
Starks Pflaumenbock (Tetrops starkii) ist ein Käfer aus der Familie der Bockkäfer. Die Art gehört zur Unterfamilie der Weberböcke (Lamiinae) und innerhalb dieser Gruppe zur Tribus Tetropini.

## Merkmale
Der Käfer ist relativ klein, 2,5 bis 6 Millimeter lang, Der Kopf zeigt senkrecht nach unten, so dass die Mundwerkzeuge von oben her nicht zu sehen sind. Die Fühler sind etwa körperlang.
Die Käfer sind im Wesentlichen schwarz, sie haben aber hellbraune Flügeldecken, die am Ende dunkel sind. Die Flügeldecken laufen parallel, sie sind weißlich behaart. Der Halsschild besitzt vor dem Hinterrand eine Querfurche, die tief ist.
Starks Pflaumenbock kann leicht mit dem nahe verwandten Gelben Pflaumenbock (Tetrops praeustus) verwechselt werden. Letzterer hat aber wesentlich kürzere Fühler, die nur die Hälfte bis zwei Drittel der Körperlänge erreichen. beide Arten haben dunkle Flecken an den Enden der Deckflügel, diese sind beim Gelben Pflaumenbock eher verwaschen und mit einem unscharfen Rand abgegrenzt, während sie bei Starks Pflaumenbock klar abgegrenzt und nach vorne, in Richtung der Flügelgelenke hin, ausgebuchtet erscheinen.
Das Telson ist bei den Männchen von Tetrops starkii trapezförmig, bei den Weibchen abgerundet.

## Vorkommen
Sein Verbreitungsgebiet ist ganz Mitteleuropa und erstreckt sich bis Nord- und Westeuropa und über den Balkan bis Griechenland. In Osteuropa ist er bis zum Kaukasus verbreitet.
In Deutschland ist Starks Pflaumenbock wesentlich weniger häufig als der nahe verwandte Gelbe Pflaumenbock (Tetrops praeustus). Auch in Österreich kommt er nur selten vor.
Tetrops starkii  kommt in den Auwäldern und feuchten Wäldern der Ebene vor.

## Lebensweise
Die Entwicklung findet ausschließlich in beschädigtem Eschenholz statt.
Die Imagines leben auf den Brutbäumen der Gattung Fraxinus und anderen Laubbäumen (Quercus, Betula, Rhamnus und Salix), über die Ernährung der Käfer ist nichts bekannt.

## Systematik und Taxonomie
Der Artstatus von Starks Pflaumenbock war bis in die 1970er-Jahre umstritten.  Zuletzt betrachtete noch  Villiers 1977 und 1978 Starks Pflaumenbock als  eine  Variation des Gelben Pflaumenbocks (Tetrops praeusta). C. Holzschuh zeigte 1981, dass Starks Pflaumenbock eine eigenständige Art ist und sich vom Gelben Pflaumenbock sowohl morphologisch, als auch in der lebensweise deutlich unterscheidet.
Starks Pflaumenbock ist in der Untergattung Tetrops (Tetrops) mit 3 Unterarten bekannt, wie in der nachfolgenden Systematik dargestellt ist:
Tribus Tetropini
- Gattung Tetrops (Pflaumenböcke)
  - Untergattung Tetrops (Tetrops)
    - Tetrops starkii (3 Unterarten)
      - Tetrops starkii starkii (Chevrolat, 1859) europaweit verbreitet
      - Tetrops starkii aquilus (Danilevsky, 2012) Vorkommen in Südrussland
      - Tetrops starkii warnckei (Holzschuh 1977) Vorkommen in Anatolien